# Acanthepeira venusta
Acanthepeira venusta là một loài nhện trong họ Araneidae.
Loài này thuộc chi Acanthepeira. Acanthepeira venusta được Richard C. Banks miêu tả năm 1896.